# Rabdowirusy
Rabdowirusy (Rhabdoviridae, z gr. rhabdos - pałeczka) – rodzina wirusów, charakteryzujących się następującymi cechami:
- Symetria: złożona, wirion ma kształt pocisku
- Otoczka lipidowa: istnieje, pod nią znajduje się białko M, które otacza dopiero nukleokapsyd
- Kwas nukleinowy: ssRNA(-)
- Replikacja: zachodzi w cytoplazmie zakażonej komórki
- Wielkość: 180 x 70 nm
- Gospodarz: kręgowce, bezkręgowce, rośliny

Podział systematyczny rabdowirusów przedstawia się następująco:
- Rodzina: Rhabdoviridae (Rabdowirusy)
  - Rodzaj: Vesiculovirus
    - Vesicular stomatitis New Jersey virus (VSNJV), zwyczajowo wirus pęcherzykowatego zapalenia jamy ustnej

  - Rodzaj: Lyssavirus
    - Rabies virus (RABV), zwyczajowo wirus wścieklizny

  - Rodzaj: Ephemerovirus
  - Rodzaj: Novirhabdovirus
  - Rodzaj: Cytorhabdovirus - wyłącznie roślinny
  - Rodzaj: Nucleorhabdovirus - wyłącznie roślinny

Jak widać powyżej, do grupy tej należy wirus wścieklizny oraz mniej znany wirus pęcherzykowatego zapalenia jamy ustnej, który dostarczył wielu informacji na temat replikacji rabdowirusów.